# Phycopterus
Phycopterus é um gênero de traça pertencente à família Arctiidae.